# Cassiopée A
Pour les articles homonymes, voir Cassiopée.
Cassiopée A est une source radio, la plus forte du ciel après le Soleil, située à une distance d'environ 11 000 années-lumière. Il s'agit du rémanent d'une supernova qui, bien qu'observable sur Terre dès la seconde moitié du XVIIe siècle, n'a fait l'objet d'aucune description publiée par les astronomes de l'époque, alors même qu'elle bénéficiait de conditions d'observation très favorables (la constellation de Cassiopée dans laquelle se situe le rémanent est visible dans tout l'hémisphère nord pendant toute l'année). L'étoile à l'origine de Cassiopée A est une supergéante rouge d'au moins 8 masses solaires. L’étude de la vitesse d'expansion des couches éjectées par la supernova permet de dater l'explosion de la géante rouge en 1667 environ, ce qui fait que l'événement est parfois aussi appelé SN 1667, parfois suivi d'un point d'interrogation (SN 1667?) pour signifier que la date n'est pas connue avec certitude. Dans les années 1980, l'historien de l'astronomie William Ashworth a remarqué que dans un catalogue d'étoiles réalisé par John Flamsteed en 1680 figurait une étoile inconnue qu'il a nommé 3 Cassiopeiae, non loin de la position de Cassiopée A. Il est possible qu'il s'agisse de la supernova, mais les experts pensent qu'il pourrait s'agir d'une erreur de Flamsteed. Toujours est-il que le nom de SN 1680 (éventuellement suivi d'un point d'interrogation) est également donné à cet événement. Dans les deux cas, il s'est agi du rémanent de la supernova galactique la plus jeune que l'on ait observé jusqu'à 2008, année où un autre rémanent jeune, SNR G1.9+0.3, découvert en 1984, put être daté et s'avéra bien plus jeune encore (140 ans).
La raison pour laquelle l'explosion de la supergéante rouge en supernova n'a pas été observée n'est pas connue à ce jour. Il est probable que sa magnitude apparente n'ait pas dépassé 5, ce qui au vu de sa distance en ferait une supernova moins lumineuse que les étoiles ordinaires les plus brillantes. On pense que son éclat a dû être obscurci par la matière interstellaire.

## Découverte
La supernova n'ayant pas été observée à l'époque de l'explosion, ce n'est que près de trois siècles plus tard, en 1947, que le rémanent fut découvert en radio, où le nom de Cassiopée A lui fut attribué ainsi que le nom de 3C 461. Sa contrepartie optique, très faible, ne fut découverte que trois ans plus tard, en 1950, après un positionnement plus précis de la source radio. Le rémanent est aussi catalogué sous la référence G111.7-2.1, correspondant à ses coordonnées galactiques, ainsi que sous différentes autres désignations. Cassiopée A est également devenue célèbre comme étant le tout premier objet photographié par le télescope X américain Chandra (ex-AXAF). Des résultats récents conduisent à soupçonner fortement le cœur du rémanent de la supernova d'être en fait une étoile à neutrons même si aucun signal de pulsar n'a encore été découvert.

## Observations suivantes

Images de Cassiopée A, obtenues par les instruments NIRCam et MIRI de James Webb.

Après l'observation du télescope Chandra, les téléscopes Spitzer et Hubble ont observé cet objet. En 2023, le télescope James Webb a effectué deux observations en infra-rouge et en haute résolution. Ses appareils NIRICam et MIRI ont donné deux images assez différentes. Parmi plusieurs découvertes, les chercheurs ont détecté la présence de soufre, d'oxygène, d'argon et de néon issus de l'ancienne supernova. Pour la première fois, le rayonnement synchrotron constaté en couleur blanche a été observé. Surnommé Bébé Cas A, un petit objet situé 170 années-lumière du reste de supernova, qui se trouve à droite de l'image NIRCam, est considéré comme un écho de lumière à partir de l'étoile explosée. La radiation est arrivée à l'emplacement des poussières et les éclaire. De très petits échos sont également nombreux sur ces images. Enfin, l'image de haute résolution prise par l'appareil NIRCam présente comment la supernova avait laissé derrière elle des filaments ressemblant à de minuscules éclats de verre. Il s'agit des filaments qui n'ont que 10 milliards de kilomètres de diamètre ou moins (soit 100 unités astronomiques environ),.